# Uri Brener
Uri Brener (hebräisch אורי ברנר; * 1974 in Moskau) ist ein israelischer Komponist russischer Herkunft.

## Leben
Uri Brener begann seine musikalische Ausbildung (Fagott, Klavier und Komposition) im Alter von 4 Jahren. Er erhielt Unterricht am Moskauer Konservatorium und am Gnessin-Institut. Ab seinem 9. Lebensjahr studierte er Komposition bei Tichon Chrennikow. 1990 emigrierte er zunächst nach Deutschland und setzte dort sein Kompositionsstudium bei Manfred Trojahn an der Robert Schumann Hochschule in Düsseldorf und bei Daan Manneke am Sweelinck-Konservatorium in Amsterdam fort. Nach Abschluss seines Studiums ging er 1996 nach Israel, wo er heute als Komponist tätig ist.
Uri Breners Kompositionen sind zunächst an Dmitri Schostakowitsch und Alexander Skrjabin orientiert, später öffnet er sich Einflüssen zeitgenössischer Kompositionstechniken.

## Werke (Auszug)
- 1987: Stars Sonata, for piano
- 1989: Poema, for cello & piano
- 1989: Tranquility, Symphonic Poem, for symphony orchestra
- 1990: Metamorphosis, for clarinet solo
- 1990: String Quartet
- 1991: In Memoriam, for string orchestra
- 1991: Scherzo, for piano
- 1993: Psalm No.6, for choir and orchestra
- 1993: Psalm No.150, for choir and  orchestra
- 1995: For Ingrid, for piano
- 1996: Three Ballet Scenes, for flute, clarinet, violin, cello, marimba & piano
- 1996: Remembrance No.1, for marimba solo
- 1997: Aphorismes, for piano
- 1997: Warm Snow, for piano
- 1998: On the Other Side of Sound, for wind quintet and string quintet
- 1998: When Stones Dream, for oboe, horn, cello and piano
- 2000: Idee fix, for 4-10 celli
- 2000: Awareness, for piano
- 2001: Rex, for piano